# コンピエーニュの森
コンピエーニュの森（コンピエーニュのもり、仏: Forêt de Compiègne）は、フランスのピカルディ地域圏にあるコンピエーニュ近くに位置する森である。森の面積は、144.85平方キロメートルである。

## 1918年と1940年の休戦
この森にある鉄道路線は、2つの休戦の舞台となった。
- 連合国とドイツ帝国との間の、第一次世界大戦の終結時の休戦協定。
- ナチス・ドイツとフランスとの間の、第二次世界大戦中の1940年6月22日の休戦協定。

1940年6月21日から翌22日にかけて行われた休戦協定の調印にあたり、ドイツ側は第一次大戦時の休戦協定調印式で使用した客車を用意した。これについて現地を訪問したアドルフ・ヒトラーは「前大戦によりドイツの軍事的栄誉の上に加えられたる拭い得ざる屈辱を想起し、かつこれを払拭せんがため」という理由を述べている。

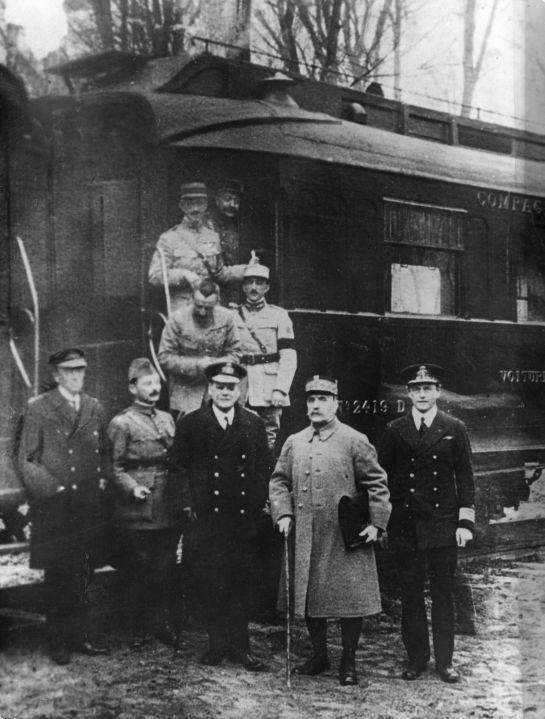
第一次世界大戦: フェルディナン・フォッシュ（右から2番目）と第一次世界大戦の休戦条件を協議した2つの代表使節団。
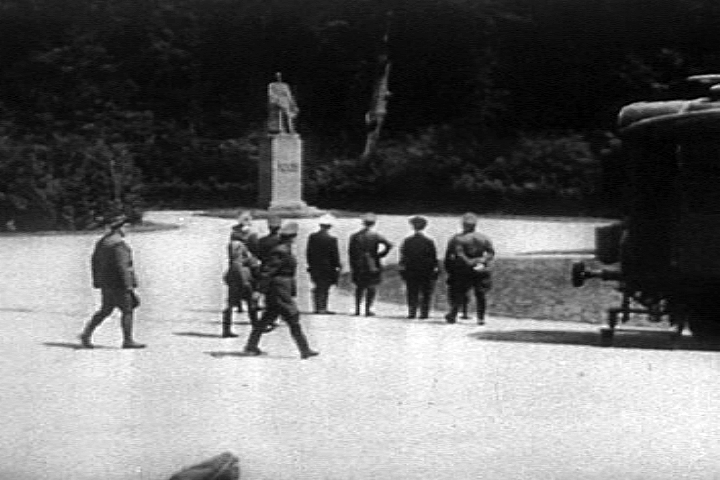
第二次世界大戦: 1940年の休戦協定に署名がなされた鉄道車両へ入る直前に、フェルディナン・フォッシュ元帥の記念像の前に並んだヒトラー（手を脇に置いている）とその主要な将校たち。

## 現地にある記念物

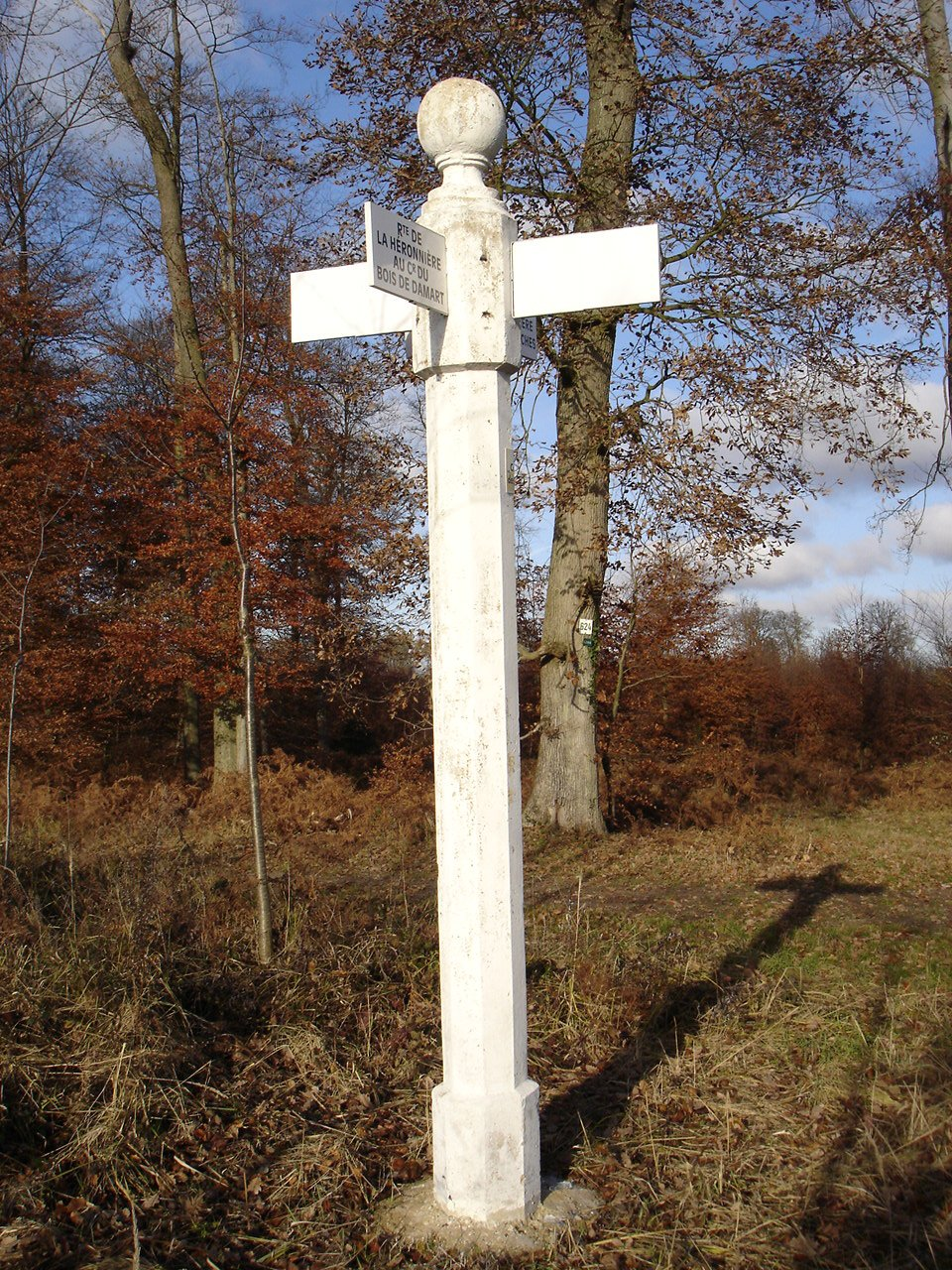
コンピエーニュの森の道標

- アルザス＝ロレーヌの記念碑：落ちる鷲（ドイツを表す）を突き刺している剣（連合国を表す）の像
- フェルディナン・フォッシュの立像
- 休戦の署名がなされた正確な位置に置かれた記念の銘板：フランス語で「今日、1918年11月11日に、隷属させようとした自由な人々によって敗北を喫し、ドイツ帝国の邪悪な野望は打ち砕かれた。」と記されている（この銘板は1940年に剥ぎ取られ、ドイツに持ち去られた。第二次世界大戦終結後にフランスに返還された。）。
- 休戦が署名された鉄道車両（食堂車2419D、「休戦の客車」）の複製：同じ鉄道車両での2度目の降伏署名の可能性を避けるため、本物は第二次世界大戦の終了間際にドイツに搬入され爆破された。そのため現在コンピエーニュの森に展示されている車両は2419Dの同型車のナンバーを書き換えた食堂車である。
- なお、皇太子時代のルイ16世（ルイ=オーギュスト）とマリア・アントーニア（のちのマリー・アントワネット）が初めて相見えた地でもある。